# Saint-Fraimbault

Saint-Fraimbault este o comună în departamentul Orne, Franța. În 1 ianuarie 2022 avea o populație de 542 de locuitori.